# Petr Šilar
Petr Šilar (* 16. května 1956 Horní Čermná) je český politik, v letech 2010 až 2022 senátor za obvod č. 46 – Ústí nad Orlicí (v letech 2012 až 2020 také předseda Senátorského klubu KDU-ČSL a nezávislí), v letech 2000 až 2010 a opět v letech 2012 až 2020 zastupitel Pardubického kraje, v letech 1990 až 2001 starosta města Letohrad, v letech 2010 až 2013 starosta obce Horní Čermná, člen KDU-ČSL.

## Život
Vystudoval Střední zemědělskou technickou školu v Lanškrouně, následně pak Vysokou školu zemědělskou, agronomickou fakultu (1975–1980). V letech 1980–1983 pracoval v zemědělském družstvu Mistrovice jako agronom-krmivář, v letech 1984–1990 pracoval v Koordinačním útvaru služeb pro zemědělce v Žamberku (později Agrokonzulta).
V letech 1990–2001 vykonával funkci starosty města Letohrad a v letech 2010–2013 byl starostou rodné obce Horní Čermná.
Ve volbách do Senátu PČR v roce 2010 se stal senátorem za KDU-ČSL v obvodu č. 46 – Ústí nad Orlicí, když se ziskem 22,52 % hlasů v prvním kole postoupil do druhého kola, v němž zvítězil se ziskem 56,13 % hlasů nad Miloslavem Souškem, kandidátem ČSSD. Jako senátor se stal místopředsedou Stálé komise Senátu pro rozvoj venkova. V této funkci se zaměřoval na podporu regionálních výrobků. V dubnu 2013 tak ve spolupráci s Asociací regionálních značek uspořádal v Senátu seminář na téma Regionální značení domácích produktů.
Je členem Českobratrské církve evangelické, byl presbyterem a 3. listopadu 1991 byl v Letohradě ordinován jako laický kazatel.
Ve volbách v roce 2016 opět obhájil za KDU-ČSL mandát zastupitele Pardubického kraje, když kandidoval za subjekt „Koalice pro Pardubický kraj“ (tj. KDU-ČSL, hnutí Nestraníci a SNK ED). Původně figuroval na kandidátce na 21. místě, ale vlivem preferenčních hlasů skončil třetí. Také ve volbách v roce 2020 obhajoval mandát, nicméně tentokrát neuspěl.
Ve volbách do Senátu PČR v roce 2016 obhajoval za KDU-ČSL svůj mandát v obvodu č. 46 – Ústí nad Orlicí. Se ziskem 33,61 % hlasů postoupil z prvního místa do druhého kola, v němž porazil poměrem hlasů 63,92 % : 36,07 % kandidáta hnutí ANO 2011 Jana Lipavského. Mandát senátora se mu tak podařilo obhájit.
V říjnu 2020 opustil funkci předsedy Senátorského klubu KDU-ČSL a nezávislí, nahradila jej Šárka Jelínková.
Ve volbách do Senátu PČR v roce 2022 již nekandidoval.

## Aktivity
Petr Šilar se dlouhodobě zasazuje o zrušení letního času.

## Ocenění
Petr Šilar je laureátem Ceny Přístav, kterou mu v roce 2013 udělila Česká rada dětí a mládeže.